# Supercoppa d'Islanda 2017
La Meistarakeppni karla 2017 è stata la 46ª edizione di tale competizione. Si è disputata il 24 aprile 2017 a Reykjavík. La sfida ha visto contrapposte per il secondo anno consecutivo lo FH Hafnarfjörður, vincitore del campionato, e il Valur, trionfatore nella coppa nazionale.
Come nella stagione precedente, il Valur si è aggiudicato il trofeo; è stata la vittoria numero dieci nella sua storia.

## Tabellino
| 25 aprile 2017, ore 19:15 UTC                       | Valur     | 1 – 0 referto | FH Hafnarfjörður |  |
| \| \| \| \| \| H. Sigurðsson 42’ \| Marcatori \| \| |           |               |                  |  |
|                                                     |           |               |                  |  |
| H. Sigurðsson 42’                                   | Marcatori |               |                  |  |